# Абосбек Фајзулајев
Абосбек Сајџон огли Фајзулајев (узб. Abbosbek Saydjon o'g'li Fayzullayev; Сирдарјо, 3. октобар 2003) је узбекистански фудбалер који тренутно наступа за ЦСКА из Москве. Игра на позицији крилног играча.

## Успеси
Пахтакор
- Суперлига Узбекистана  (2) : 2021,[4] 2022.[5]
- Куп Узбекистана: (финале: 2021)[6]

 Узбекистан до 20
- Азијско првенство до 20 година  (1) :  2023.[7]

 Узбекистан до 23
- Азијско првенство до 23 године:  2022.[8]

Појединачни
- Најбољи играч Азијског првенства до 20 година: 2023.[9]
- Најбољи млади узбекистански фудбалер: 2022.[10]
- Најбољи узбекистански фудбалер: 2023.[11]
- Откриће сезоне Премијер лиге Русије: 2023/24.[12]